# Михаил Ренджов
Михаил Ренджов (на македонска литературна норма: Михаил Ренџов) е писател, поет и преводач от Северна Македония.

## Биография
Ренджов е роден през 1936 година в Щип, Югославия. Завършва гимназия в родния си град, а по-късно и Юридическия факултет на Скопския университет. Работи в Националната и университетска библиотека „Свети Климент Охридски“ в Скопие. Член е на Македонския ПЕН център и на Дружеството на писателите на Македония. Редактор е на списание „Блесок“.

## Награди
- Награда на СВП за непубликувано стихотворение (1964),
- „Ноемврийска награда на град Щип“ за книгата „Иселеник на огнот“ (1965),
- „11 октомври“ и „Братя Миладиновци“ за книгата „Нерези“ (1982),
- „Григор Пърличев“ за превода на книгата „Тиранија на сонот“ от Каролина Илика,
- „Пърличев лавров венец“ за поемата „Тој“ (1993),
- Grand prix international за цялостно творчество, Румъния (1997),
- „Златно перо“ за превода на книгата „Мудрости и горчини“ от Дритъро Аголи (1998).
- „Ацо Шопов“ за книгата „Јас Оксиморон“ (1999),
- Македонска номинация за наградата „Балканика“ (2000),
- „Рациново признание“ за „Раскази за Захариј“ (2004).[3]